# Teirnon Twrv Vliant

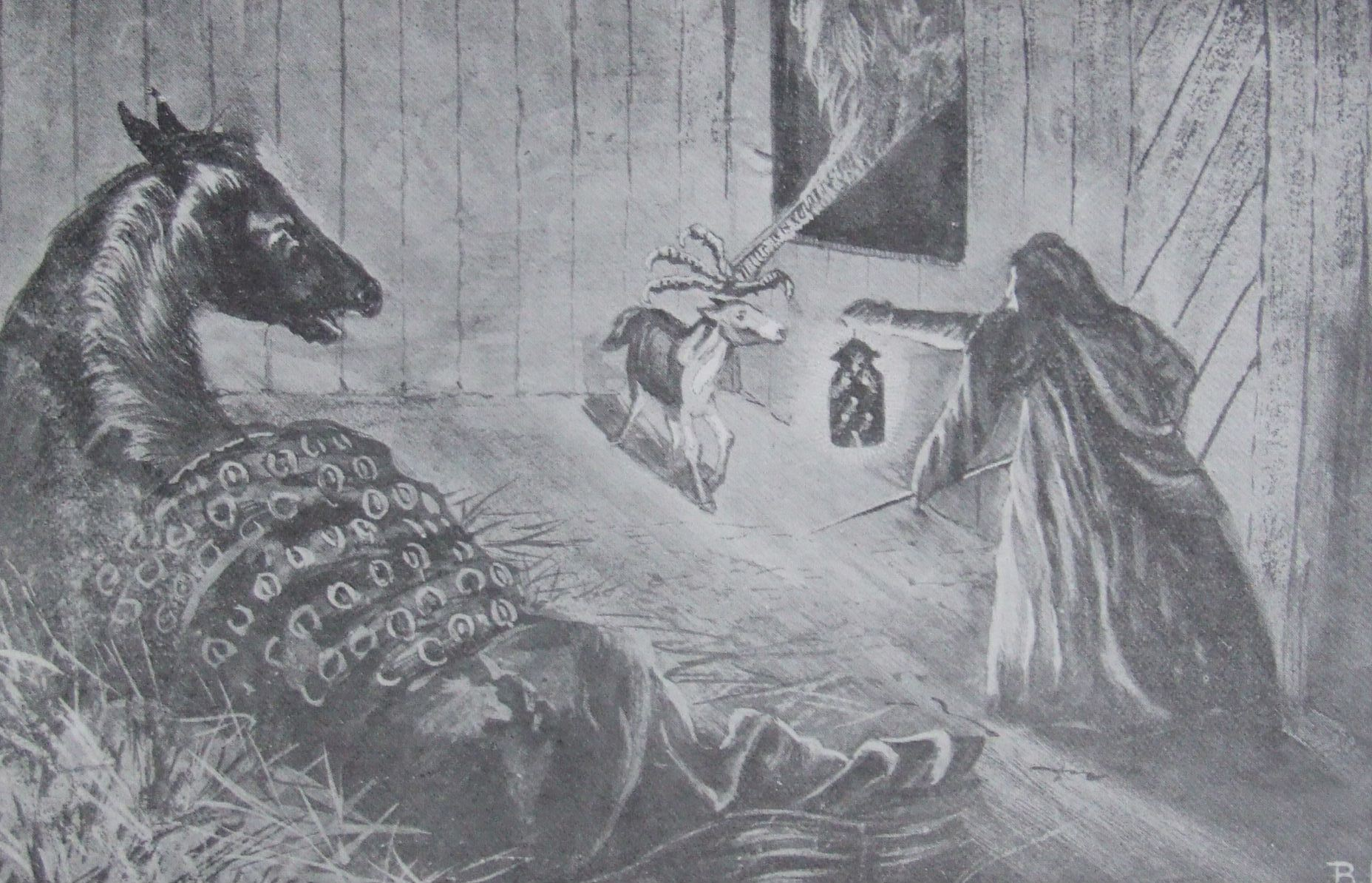
Teirnon s'apprête à couper un bras surgi de la fenêtre qui tente de ravir le poulain dont vient d'accoucher sa jument.

Teirnon ou Teirnon Twrv Vliant est un personnage secondaire de la mythologie celtique brittonique, qui apparaît notamment dans la première branche du Mabinogi gallois, qui a pour titre « Pwyll, prince de Dyved ». Il est le père nourricier de Pryderi, le fils disparu de Pwyll et de Rhiannon.
Le nom de Teirnon dérive du celtique brittonique « Tigernonos », qui signifie « grand seigneur ».          

## Éléments de mythologie

### La disparition de Pryderi
Pwyll, prince de Dyved, a épousé Rhiannon trois ans auparavant, mais comme ils n’ont pas encore d’héritier, des nobles conseillent à leur seigneur de se trouver une autre femme. Pwyll décide d’attendre un an, délai avant le terme duquel, Rhiannon accouche d’un fils. Mais la nuit même, les six femmes chargées de veiller sur le nouveau-né s’endorment et au matin l’enfant a disparu. Pour éviter la mort, les femmes  accusent Rhiannon d’infanticide et lui mettent du sang de chiot sur le visage et les mains.
Rhiannon est condamnée à rester sept ans dans la cour d’Arberth, assise à l’entrée du château, à raconter son histoire aux passants et à leur proposer de les amener dans la cour sur son dos.

### L’enfance de Pryderi
Dans le même temps, Teirnon Twrv Vliant, seigneur de Gwent-Is-Coed, avait une jument qui poulinait chaque année le 1er mai, mais invariablement le poulain disparaissait. La nuit venue, il surveille la jument qui met bas et voit une griffe passer par la fenêtre pour prendre le poulain ; d’un coup d’épée il coupe la griffe et sort de la pièce mais ne peut voir ce qui se passe à cause l’obscurité. Quand il rentre, il trouve un enfant qu’il donne à sa femme et qu’on baptise sous le nom de Gwri Wallt Euryn (« à la chevelure dorée »). L’enfant grandit plus vite que la normale, à l’âge d’1 an il en parait 3 et 6 à l’âge de 2 ans. Quand il a 4 ans, il cherche à monter à cheval et on lui donne le poulain né le jour où il a été trouvé.
Teirnon a vent de l’infortune de Rhiannon et comprend que l’enfant est le fils de Pwyll. Avec sa femme, ils se rendent à Arberth pour restituer l’enfant. Ils rencontrent Rhiannon qui leur propose de les porter sur son dos jusqu’à la cour, ce qu’ils refusent. À la fin du banquet auquel ils ont été invités, Teirnon raconte son histoire et présente son fils à Rhiannon. On décide de l’appeler Pryderi, ce qui signifie « souci ».
Teirnon obtient la protection de Pwyll et s’en retourne sur son domaine, après avoir refusé les fabuleux cadeaux qu’on lui offre.
À la mort de Pwyll, Pryderi lui succède et agrandit le royaume.

## Compléments